# Dan Calichman
Daniel Jacob Calichman (Huntington Station, New York, Estados Unidos; 21 de febrero de 1968) es un futbolista estadounidense retirado que se desempeñaba como defensa.
Actualmente es entrenador adjunto en el Toronto FC de la Major League Soccer.

## Selección nacional
En 1997, Dan Calichman jugó 2 veces para la selección de fútbol de Estados Unidos.

## Trayectoria

### Como jugador
| Club                   | País           | Año         |
| ---------------------- | -------------- | ----------- |
| Sanfrecce Hiroshima    | Japón          | 1990 - 1993 |
| Boston Storm           | Estados Unidos | 1994        |
| Los Angeles Galaxy     | Estados Unidos | 1996 - 1998 |
| New England Revolution | Estados Unidos | 1999 - 2000 |
| San Jose Earthquakes   | Estados Unidos | 2000        |
| Charleston Battery     | Estados Unidos | 2001        |

### Selección nacional
| Selección | País           | Año  |
| --------- | -------------- | ---- |
| Absoluta  | Estados Unidos | 1997 |

## Estadística de equipo nacional
| Selección de fútbol de Estados Unidos | Selección de fútbol de Estados Unidos | Selección de fútbol de Estados Unidos |
| Año                                   | Part.                                 | Goles                                 |
| ------------------------------------- | ------------------------------------- | ------------------------------------- |
| 1997                                  | 2                                     | 0                                     |
| Total                                 | 2                                     | 0                                     |